# Henry Petersen
Henry Petersen (ur. 1 października 1900 w Ringu w Gminie Horsens, zm. 24 września 1949 w Kopenhadze) – duński lekkoatleta specjalizujący się w skoku o tyczce, dwukrotny uczestnik letnich igrzysk olimpijskich (Antwerpia 1920, Paryż 1924), srebrny medalista olimpijski z 1920. 
Siedmiokrotny rekordzista kraju w skoku o tyczce.

## Sukcesy sportowe
| Rok  | Miasto    | Zawody                                    | Konkurencja   | Wynik         |
| ---- | --------- | ----------------------------------------- | ------------- | ------------- |
| 1920 | Antwerpia | Igrzyska olimpijskie                      | skok o tyczce | srebrny medal |
| 1923 | Paryż     | Międzynarodowe mistrzostwa uniwersyteckie | skok o tyczce | złoty medal   |
| 1924 | Paryż     | Igrzyska olimpijskie                      | skok o tyczce | 4. miejsce    |

## Rekordy życiowe
- skok o tyczce – 4,038 (Kopenhaga 26/07/1925) wynik ten był do 1934 rekordem Danii[1]